# Großer Preis von Deutschland 1978
Der Große Preis von Deutschland 1978 (offiziell XL Großer Preis von Deutschland) fand am 30. Juli auf dem Hockenheimring in Hockenheim statt und war das elfte Rennen der Automobil-Weltmeisterschaft 1978.

## Berichte

### Hintergrund
Zum Großen Preis von Deutschland trat das Theodore-Team wieder an, allerdings nicht mehr wie zu Beginn der Saison mit einem eigenen Wagen, sondern mit einem gebraucht erworbenen Wolf WR3 des Vorjahres. Als Fahrer kehrte Keke Rosberg ins Team zurück. Dessen Platz bei ATS wurde wieder von seinem dortigen Vorgänger Jean-Pierre Jarier eingenommen.
Anstelle von Derek Daly wurde der brasilianische Debütant Nelson Piquet als Ensign-Werksfahrer engagiert. Ein weiterer Ensign N177 kam als werksunterstütztes Kundenfahrzeug für das deutsche Privatteam Sachs Racing zum Einsatz, welches erstmals antrat. Harald Ertl wurde dadurch ein Formel-1-Comeback ermöglicht.
Da zudem Martini mit René Arnoux wieder anwesend war, womit die Meldeliste 30 Piloten umfasste, entschied man sich erstmals seit dem Großen Preis von Spanien wieder für die Durchführung einer Vorqualifikation.

### Training
An der Vorqualifikation, die bereits am Donnerstag vor dem Rennwochenende stattfand, mussten Rosberg, Arturo Merzario, Héctor Rebaque, Arnoux und Brett Lunger teilnehmen. Bei regnerischen Bedingungen konnten keine Rundenzeiten unter 2:10 Minuten erzielt werden. Mit Arnoux und Lunger schieden die beiden langsamsten Piloten aus.
Das eigentliche Grand-Prix-Wochenende fand bei hochsommerlichen Temperaturen und Sonnenschein statt, sodass im regulären Training sowie im Rennen die für die rund 6,8 Kilometer lange Strecke üblichen Rundenzeiten zwischen 1:50 und 2:00 Minuten mit Durchschnittsgeschwindigkeiten über 200 km/h erreicht wurden.
Trainingsschnellster war zum bereits fünften Mal in dieser Saison Mario Andretti, knapp gefolgt von seinem Lotus-Teamkollegen Ronnie Peterson, der eine um lediglich neun Hundertstelsekunden langsamere Rundenbestzeit absolvierte. Brabham-Pilot Niki Lauda teilte sich die zweite Startreihe mit Jody Scheckter auf Wolf. Laudas Teamkollege John Watson belegte zusammen mit Williams-Pilot Alan Jones die dritte Reihe vor Jacques Laffite auf Ligier und James Hunt auf McLaren. Für eine insgesamt sehr durchmischte Startaufstellung sorgten zudem Jean-Pierre Jabouille im Renault sowie Emerson Fittipaldi in seinem eigenen Wagen, die die Top Ten komplettierten. Die beiden Ferrari-Piloten Carlos Reutemann und Gilles Villeneuve erreichten hingegen nur die Startplätze 12 und 15.

### Rennen
Bereits kurz nach dem Start kollidierte Jochen Mass durch einen Aufhängungsschaden mit Hans-Joachim Stuck. Zum Leidwesen der einheimischen Zuschauer schieden dadurch direkt die beiden erfolgreichsten der insgesamt vier teilnehmenden deutschen Piloten aus. Mit Rolf Stommelen lag zudem einer der beiden übrigen Deutschen aussichtslos zurück, da er am Start mit Patrick Depailler kollidiert war.
Während sich die beiden Lotus 79 von Beginn an vom Rest des Feldes absetzen konnten, hatte Scheckter Probleme mit der Kraftstoffzufuhr und fiel dadurch bis ans Ende des Feldes zurück. Lauda belegte zunächst Rang drei, musste diese Position jedoch in der dritten Runde an Jones abgeben. Kurz darauf fiel sein bis dahin auf dem fünften Rang liegender Teamkollege Watson mit einem Getriebeproblem weit zurück. Der daraufhin fünftplatzierte Hunt profitierte in der zwölften Runde vom technisch bedingten Ausfall Laudas und nahm Rang vier ein.
In der fünften Runde ließ Peterson, der am Start die Führung übernommen hatte, gemäß der von Lotus auferlegten Order seinem Teamkollegen Andretti die Führung, der im Team über einen vertraglich zugesicherten Nummer-Eins-Status verfügte. Hunt musste in Runde 20 wegen eines Reifenschadens einen Boxenstopp einlegen. Jones wurde Opfer eines Fehlers im Kraftstoffsystem.
Trotz der Überlegenheit auf der Strecke kam es vorerst zu keinem weiteren Doppelsieg für Lotus, da Peterson in Runde 37 mit einem Getriebeschaden aufgeben musste. Dadurch gelangte Scheckter, der sich zwischenzeitlich eindrucksvoll wieder nach vorn gekämpft hatte, auf den zweiten Rang vor Laffite. Kurz vor dem Ende des Rennens übernahm Fittipaldi den vierten Platz von Didier Pironi, der mit Bremsproblemen zu kämpfen hatte.
Der Kampf um den sechsten Platz, in den Villeneuve, Ertl und Rebaque verwickelt waren, versprach in der Schlussphase des Rennens Spannung. Villeneuve wurde durch Probleme mit der Kraftstoffzufuhr behindert, sodass Ertl an ihm vorbeiziehen konnte. Kurz darauf schied Ertl jedoch wegen eines Motorschadens aus. Drei Runden vor Schluss übernahm schließlich Rebaque den sechsten Platz von Villeneuve und sicherte sich den ersten WM-Punkt seiner Formel-1-Karriere.
Da Andretti die volle Punktzahl erzielte und seine direkten Konkurrenten zudem allesamt punktelos blieben, baute der US-Amerikaner seinen Vorsprung in der WM-Tabelle deutlich auf 18 Punkte aus.
Stommelen, der als Elfter das Ziel erreicht hatte, wurde nachträglich disqualifiziert, weil er in der Frühphase des Rennens unerlaubterweise an der falschen Einfahrt in die Boxengasse einfuhr. Auch Hunt wurde wegen dieses Vergehens während des Rennens bereits disqualifiziert. Ertl rückte daher aufgrund seiner absolvierten Rundenzahl auf den elften Rang auf.

## Meldeliste
| Team                            | Nr. | Fahrer                | Chassis        | Motor                     | Reifen |
| ------------------------------- | --- | --------------------- | -------------- | ------------------------- | ------ |
| Parmalat Racing Team            | 01  | Niki Lauda            | Brabham BT46   | Alfa Romeo 115-12 3.0 F12 | G      |
| Parmalat Racing Team            | 02  | John Watson           | Brabham BT46   | Alfa Romeo 115-12 3.0 F12 | G      |
| Elf Team Tyrrell                | 03  | Didier Pironi         | Tyrrell 008    | Ford Cosworth DFV 3.0 V8  | G      |
| Elf Team Tyrrell                | 04  | Patrick Depailler     | Tyrrell 008    | Ford Cosworth DFV 3.0 V8  | G      |
| John Player Team Lotus          | 05  | Mario Andretti        | Lotus 79       | Ford Cosworth DFV 3.0 V8  | G      |
| John Player Team Lotus          | 06  | Ronnie Peterson       | Lotus 79       | Ford Cosworth DFV 3.0 V8  | G      |
| Marlboro Team McLaren           | 07  | James Hunt            | McLaren M26    | Ford Cosworth DFV 3.0 V8  | G      |
| Marlboro Team McLaren           | 08  | Patrick Tambay        | McLaren M26    | Ford Cosworth DFV 3.0 V8  | G      |
| ATS Racing Team                 | 09  | Jochen Mass           | ATS HS1        | Ford Cosworth DFV 3.0 V8  | G      |
| ATS Racing Team                 | 10  | Jean-Pierre Jarier    | ATS HS1        | Ford Cosworth DFV 3.0 V8  | G      |
| Scuderia Ferrari SpA SEFAC      | 11  | Carlos Reutemann      | Ferrari 312T3  | Ferrari 015 3.0 F12       | M      |
| Scuderia Ferrari SpA SEFAC      | 12  | Gilles Villeneuve     | Ferrari 312T3  | Ferrari 015 3.0 F12       | M      |
| Fittipaldi Automotive           | 14  | Emerson Fittipaldi    | Fittipaldi F5A | Ford Cosworth DFV 3.0 V8  | G      |
| Équipe Renault Elf              | 15  | Jean-Pierre Jabouille | Renault RS01   | Renault EF1 1.5 V6t       | M      |
| Shadow Racing Team              | 16  | Hans-Joachim Stuck    | Shadow DN9     | Ford Cosworth DFV 3.0 V8  | G      |
| Shadow Racing Team              | 17  | Clay Regazzoni        | Shadow DN9     | Ford Cosworth DFV 3.0 V8  | G      |
| Durex Team Surtees              | 18  | Rupert Keegan         | Surtees TS20   | Ford Cosworth DFV 3.0 V8  | G      |
| Beta Team Surtees               | 19  | Vittorio Brambilla    | Surtees TS20   | Ford Cosworth DFV 3.0 V8  | G      |
| Walter Wolf Racing              | 20  | Jody Scheckter        | Wolf WR5       | Ford Cosworth DFV 3.0 V8  | G      |
| Team Tissot Ensign              | 22  | Nelson Piquet         | Ensign N177    | Ford Cosworth DFV 3.0 V8  | G      |
| Sachs Racing                    | 23  | Harald Ertl           | Ensign N177    | Ford Cosworth DFV 3.0 V8  | G      |
| Team Rebaque                    | 25  | Héctor Rebaque        | Lotus 78       | Ford Cosworth DFV 3.0 V8  | G      |
| Ligier Gitanes                  | 26  | Jacques Laffite       | Ligier JS9     | Matra MS78 3.0 V12        | G      |
| Williams Grand Prix Engineering | 27  | Alan Jones            | Williams FW06  | Ford Cosworth DFV 3.0 V8  | G      |
| Liggett Group/BS Fabrications   | 30  | Brett Lunger          | McLaren M26    | Ford Cosworth DFV 3.0 V8  | G      |
| Automobiles Martini             | 31  | René Arnoux           | Martini MK23   | Ford Cosworth DFV 3.0 V8  | G      |
| Theodore Racing Hong Kong       | 32  | Keke Rosberg          | Wolf WR3       | Ford Cosworth DFV 3.0 V8  | G      |
| Arrows Racing Team              | 35  | Riccardo Patrese      | Arrows FA1     | Ford Cosworth DFV 3.0 V8  | G      |
| Arrows Racing Team              | 36  | Rolf Stommelen        | Arrows FA1     | Ford Cosworth DFV 3.0 V8  | G      |
| Team Merzario                   | 37  | Arturo Merzario       | Merzario A1    | Ford Cosworth DFV 3.0 V8  | G      |

## Klassifikationen

### Startaufstellung
| Pos. | Fahrer                | Konstrukteur       | Zeit    | Ø-Geschwindigkeit | Start |
| ---- | --------------------- | ------------------ | ------- | ----------------- | ----- |
| 01   | Mario Andretti        | Lotus-Ford         | 1:51,90 | 218,413 km/h      | 01    |
| 02   | Ronnie Peterson       | Lotus-Ford         | 1:51,99 | 218,237 km/h      | 02    |
| 03   | Niki Lauda            | Brabham-Alfa Romeo | 1:52,29 | 217,654 km/h      | 03    |
| 04   | Jody Scheckter        | Wolf-Ford          | 1:52,68 | 216,901 km/h      | 04    |
| 05   | John Watson           | Brabham-Alfa Romeo | 1:52,84 | 216,593 km/h      | 05    |
| 06   | Alan Jones            | Williams-Ford      | 1:53,50 | 215,334 km/h      | 06    |
| 07   | Jacques Laffite       | Ligier-Matra       | 1:53,54 | 215,258 km/h      | 07    |
| 08   | James Hunt            | McLaren-Ford       | 1:53,54 | 215,258 km/h      | 08    |
| 09   | Jean-Pierre Jabouille | Renault            | 1:53,61 | 215,125 km/h      | 09    |
| 10   | Emerson Fittipaldi    | Fittipaldi-Ford    | 1:54,03 | 214,333 km/h      | 10    |
| 11   | Patrick Tambay        | McLaren-Ford       | 1:54,04 | 214,314 km/h      | 11    |
| 12   | Carlos Reutemann      | Ferrari            | 1:54,17 | 214,070 km/h      | 12    |
| 13   | Patrick Depailler     | Tyrrell-Ford       | 1:54,32 | 213,789 km/h      | 13    |
| 14   | Riccardo Patrese      | Arrows-Ford        | 1:54,34 | 213,752 km/h      | 14    |
| 15   | Gilles Villeneuve     | Ferrari            | 1:54,40 | 213,640 km/h      | 15    |
| 16   | Didier Pironi         | Tyrrell-Ford       | 1:54,63 | 213,211 km/h      | 16    |
| 17   | Rolf Stommelen        | Arrows-Ford        | 1:55,18 | 212,193 km/h      | 17    |
| 18   | Héctor Rebaque        | Lotus-Ford         | 1:55,57 | 211,477 km/h      | 18    |
| 19   | Keke Rosberg          | Wolf-Ford          | 1:55,57 | 211,477 km/h      | 19    |
| 20   | Vittorio Brambilla    | Surtees-Ford       | 1:55,86 | 210,948 km/h      | 20    |
| 21   | Nelson Piquet         | Ensign-Ford        | 1:56,15 | 210,421 km/h      | 21    |
| 22   | Jochen Mass           | ATS-Ford           | 1:56,21 | 210,312 km/h      | 22    |
| 23   | Harald Ertl           | Ensign-Ford        | 1:56,25 | 210,240 km/h      | 23    |
| 24   | Hans-Joachim Stuck    | Shadow-Ford        | 1:56,45 | 209,879 km/h      | 24    |
| DNQ  | Clay Regazzoni        | Shadow-Ford        | 1:56,57 | 209,663 km/h      | –     |
| DNQ  | Jean-Pierre Jarier    | ATS-Ford           | 1:57,40 | 208,181 km/h      | –     |
| DNQ  | Rupert Keegan         | Surtees-Ford       | 1:57,86 | 207,368 km/h      | –     |
| DNQ  | Arturo Merzario       | Merzario-Ford      | 1:58,31 | 206,579 km/h      | –     |
| DNPQ | René Arnoux           | Martini-Ford       | 2:12,25 | 184,805 km/h      | –     |
| DNPQ | Brett Lunger          | McLaren-Ford       | 2:12,45 | 184,525 km/h      | –     |

### Rennen
| Pos. | Fahrer                | Konstrukteur       | Runden | Stopps | Zeit       | Start | Schnellste Runde |
| ---- | --------------------- | ------------------ | ------ | ------ | ---------- | ----- | ---------------- |
| 01   | Mario Andretti        | Lotus-Ford         | 45     | 0      | 1:28:00,90 | 01    | 1:56,15          |
| 02   | Jody Scheckter        | Wolf-Ford          | 45     | 0      | + 15,35    | 04    | 1:56,41          |
| 03   | Jacques Laffite       | Ligier-Matra       | 45     | 0      | + 28,01    | 07    | 1:56,59          |
| 04   | Emerson Fittipaldi    | Fittipaldi-Ford    | 45     | 0      | + 36,88    | 10    | 1:56,34          |
| 05   | Didier Pironi         | Tyrrell-Ford       | 45     | 0      | + 57,26    | 16    | 1:57,11          |
| 06   | Héctor Rebaque        | Lotus-Ford         | 45     | 0      | + 1:37,86  | 18    | 1:56,47          |
| 07   | John Watson           | Brabham-Alfa Romeo | 45     | 0      | + 1:39,53  | 05    | 1:57,26          |
| 08   | Gilles Villeneuve     | Ferrari            | 45     | 0      | + 1:56,87  | 15    | 1:55,80          |
| 09   | Riccardo Patrese      | Arrows-Ford        | 44     | 0      | + 1 Runde  | 14    | 1:57,76          |
| 10   | Keke Rosberg          | Wolf-Ford          | 42     | 0      | + 3 Runden | 19    | 1:56,53          |
| 11   | Harald Ertl           | Ensign-Ford        | 41     | 0      | DNF        | 23    | 1:57,57          |
| –    | Ronnie Peterson       | Lotus-Ford         | 36     | 0      | DNF        | 02    | 1:55,62 (26.)    |
| –    | Nelson Piquet         | Ensign-Ford        | 31     | 0      | DNF        | 21    | 1:59,16          |
| –    | Alan Jones            | Williams-Ford      | 31     | 0      | DNF        | 06    | 1:55,90          |
| –    | Vittorio Brambilla    | Surtees-Ford       | 24     | 0      | DNF        | 20    | 1:59,06          |
| –    | Patrick Tambay        | McLaren-Ford       | 16     | 0      | DNF        | 11    | 1:57,55          |
| –    | Carlos Reutemann      | Ferrari            | 14     | 0      | DNF        | 12    | 1:58,26          |
| –    | Niki Lauda            | Brabham-Alfa Romeo | 11     | 0      | DNF        | 03    | 1:57,12          |
| –    | Jean-Pierre Jabouille | Renault            | 5      | 0      | DNF        | 09    | 1:57,41          |
| –    | Patrick Depailler     | Tyrrell-Ford       | 2      | 0      | DNF        | 13    | –                |
| –    | Jochen Mass           | ATS-Ford           | 2      | 0      | DNF        | 22    | –                |
| –    | Hans-Joachim Stuck    | Shadow-Ford        | 2      | 0      | DNF        | 24    | –                |
| DSQ  | Rolf Stommelen        | Arrows-Ford        | 42     | 0      | –          | 17    | 1:58,08          |
| DSQ  | James Hunt            | McLaren-Ford       | 34     | 1      | –          | 08    | 1:55,84          |

## WM-Stände nach dem Rennen
Die ersten sechs des Rennens bekamen 9, 6, 4, 3, 2 bzw. 1 Punkt(e). Es zählten nur die besten sieben Ergebnisse aus den ersten acht Rennen und die besten sieben Ergebnisse aus den letzten acht Rennen. In der Konstrukteurswertung zählte nur das Ergebnis des bestplatzierten Fahrers eines Teams.

### Fahrerwertung
| Pos. | Fahrer             | Konstrukteur       | Punkte |
| ---- | ------------------ | ------------------ | ------ |
| 01   | Mario Andretti     | Lotus-Ford         | 54     |
| 02   | Ronnie Peterson    | Lotus-Ford         | 36     |
| 03   | Carlos Reutemann   | Ferrari            | 31     |
| 04   | Niki Lauda         | Brabham-Alfa Romeo | 31     |
| 05   | Patrick Depailler  | Tyrrell-Ford       | 26     |
| 06   | John Watson        | Brabham-Alfa Romeo | 16     |
| 07   | Jody Scheckter     | Wolf-Ford          | 14     |
| 08   | Jacques Laffite    | Ligier-Matra       | 14     |
| 09   | Emerson Fittipaldi | Fittipaldi-Ford    | 10     |
| 10   | Riccardo Patrese   | Arrows-Ford        | 8      |
| 11   | James Hunt         | McLaren-Ford       | 8      |
| 12   | Didier Pironi      | Tyrrell-Ford       | 7      |
| 13   | Alan Jones         | Williams-Ford      | 5      |
| 14   | Patrick Tambay     | McLaren-Ford       | 5      |
| 15   | Clay Regazzoni     | Shadow-Ford        | 4      |
| 16   | Gilles Villeneuve  | Ferrari            | 3      |
| 17   | Hans-Joachim Stuck | Shadow-Ford        | 2      |
| 18   | Héctor Rebaque     | Lotus-Ford         | 1      |

| Pos. | Fahrer                | Konstrukteur             | Punkte |
| ---- | --------------------- | ------------------------ | ------ |
| 19   | Jochen Mass           | ATS-Ford                 | 0      |
| 20   | Brett Lunger          | McLaren-Ford             | 0      |
| 21   | Vittorio Brambilla    | Surtees-Ford             | 0      |
| 22   | Bruno Giacomelli      | McLaren-Ford             | 0      |
| 23   | Jean-Pierre Jarier    | ATS-Ford                 | 0      |
| 24   | Rolf Stommelen        | Arrows-Ford              | 0      |
| 25   | René Arnoux           | Martini-Ford             | 0      |
| 26   | Jean-Pierre Jabouille | Renault                  | 0      |
| 27   | Keke Rosberg          | Theodore-Ford / ATS-Ford | 0      |
| 28   | Rupert Keegan         | Surtees-Ford             | 0      |
| 29   | Harald Ertl           | Ensign-Ford              | 0      |
| 30   | Jacky Ickx            | Ensign-Ford              | 0      |
| –    | Danny Ongais          | Ensign-Ford              | 0      |
| –    | Lamberto Leoni        | Ensign-Ford              | 0      |
| –    | Arturo Merzario       | Merzario-Ford            | 0      |
| –    | Eddie Cheever         | Hesketh-Ford             | 0      |
| –    | Derek Daly            | Ensign-Ford              | 0      |
| –    | Nelson Piquet         | Ensign-Ford              | 0      |

### Konstrukteurswertung
| Pos. | Konstrukteur       | Punkte |
| ---- | ------------------ | ------ |
| 01   | Lotus-Ford         | 67     |
| 02   | Brabham-Alfa Romeo | 40     |
| 03   | Ferrari            | 31     |
| 04   | Tyrrell-Ford       | 30     |
| 05   | Wolf-Ford          | 14     |
| 06   | Ligier-Matra       | 14     |
| 07   | McLaren-Ford       | 12     |
| 08   | Fittipaldi-Ford    | 10     |
| 09   | Arrows-Ford        | 8      |
| 10   | Shadow-Ford        | 6      |

| Pos. | Konstrukteur  | Punkte |
| ---- | ------------- | ------ |
| 11   | Williams-Ford | 5      |
| 12   | ATS-Ford      | 0      |
| 13   | Surtees-Ford  | 0      |
| 14   | Martini-Ford  | 0      |
| 15   | Renault       | 0      |
| 16   | Ensign-Ford   | 0      |
| 17   | Theodore-Ford | 0      |
| –    | Merzario-Ford | 0      |
| –    | Hesketh-Ford  | 0      |